# Enigmi alieni
Enigmi alieni (Ancient Aliens) è un programma televisivo statunitense di divulgazione pseudoscientifica del 2010, prodotta da Prometheus Entertainment. 
Narrata dall'attore e doppiatore Robert Clotworthy, la serie è stata trasmessa per la prima volta negli Stati Uniti su History il 20 aprile 2010, mentre in Italia sempre su History il 6 novembre 2010. La serie attualmente è giunta alla quindicesima edizione. La prima stagione è stata preceduta dall'episodio pilota Il mito degli antenati alieni andato in onda negli Stati Uniti l'8 marzo 2009 e in Italia il 23 ottobre 2010. Le prime stagioni sono state anche trasmesse in chiaro su Focus Tv durante la gestione Discovery Italia.

## Trama
Il programma espone la teoria degli antichi astronauti, ovvero quell'insieme di idee sviluppate a partire dalla metà del Novecento (in particolare con la pubblicazione dei libri di Erich von Däniken e Peter Kolosimo), che ipotizzano il contatto di civiltà extraterrestri con le antiche civiltà umane quali Sumeri, Egizi e civiltà precolombiane e propone testi storici, religiosi, archeologici, antichi monumenti e leggende contenenti presunte prove di un contatto passato fra l'umanità e una civiltà aliena. Von Däniken partecipa al programma.

## Puntate
| Stagione                 | Episodi | Prima TV USA | Prima TV Italia |
| ------------------------ | ------- | ------------ | --------------- |
| Prima stagione           | 5       | 2010         | 2010            |
| Seconda stagione         | 10      | 2010         | 2011            |
| Terza stagione           | 16      | 2011         | 2011-2012       |
| Quarta stagione          | 10      | 2012         | 2012            |
| Quinta stagione          | 12      | 2012-2013    | 2013            |
| Sesta stagione           | 11      | 2013         | 2013-2014       |
| Settima stagione         | 8       | 2014         | 2014            |
| Ottava stagione          | 9       | 2014         | 2014-2015       |
| Nona stagione            | 12      | 2014-2015    | 2015            |
| Decima stagione          | 10      | 2015         | 2015-2016       |
| Undicesima stagione      | 15      | 2016         | 2016            |
| Dodicesima stagione      | 16      | 2017         | 2017            |
| Tredicesima stagione     | 15      | 2018         | 2018            |
| Quattordicesima stagione | 22      | 2019         | 2019            |